# Olympische Winterspiele 2010/Rennrodeln – Doppelsitzer
Der Doppelsitzer im Rennrodeln bei den Olympischen Winterspielen 2010 bestand aus zwei Läufen, von denen beide am 17. Februar 2010 ausgetragen wurden. Austragungsort war das Whistler Sliding Centre in Whistler. Am Start waren 40 Teilnehmer aus 11 Ländern, von denen alle in die Wertung kamen. Olympiasieger wurden Andreas Linger und Wolfgang Linger aus Österreich mit einer Gesamtzeit von 1:22,705 Minuten. Die Silbermedaille holten die Letten Andris Šics und Juris Šics vor Patric Leitner und Alexander Resch aus Deutschland, die die Bronzemedaille gewannen.

## Titelträger
| Olympiasieger | Andreas Linger Wolfgang Linger ( Österreich)         | 1:34,497 min | Turin 2006       |
| Weltmeister   | Gerhard Plankensteiner Oswald Haselrieder ( Italien) | 1:27,401 min | Lake Placid 2009 |

## Ergebnis
| Rang | Athleten                                  | Nation             | Lauf 1 | Lauf 1 | Lauf 2 | Lauf 2 | Gesamt     | Gesamt     |
| Rang | Athleten                                  | Nation             | Zeit   | Rang   | Zeit   | Rang   | Zeit (min) | Zeit (min) |
| ---- | ----------------------------------------- | ------------------ | ------ | ------ | ------ | ------ | ---------- | ---------- |
| 001  | Andreas Linger Wolfgang Linger            | Österreich         | 41,332 | 1      | 41,373 | 1      | 1:22,705   |            |
| 002  | Andris Šics Juris Šics                    | Lettland           | 41,420 | 2      | 41,549 | 3      | 1:22,969   |            |
| 003  | Patric Leitner Alexander Resch            | Deutschland        | 41,566 | 5      | 41,474 | 2      | 1:23,040   |            |
| 004  | Patrick Gruber Christian Oberstolz        | Italien            | 41,527 | 3      | 41,585 | 4      | 1:23,112   |            |
| 005  | André Florschütz Torsten Wustlich         | Deutschland        | 41,545 | 4      | 41,645 | 5      | 1:23,190   |            |
| 006  | Christian Niccum Dan Joye                 | Vereinigte Staaten | 41,602 | 6      | 41,689 | 6      | 1:23,291   |            |
| 007  | Chris Moffat Mike Moffat                  | Kanada             | 41,675 | 7      | 41,723 | 7      | 1:23,398   |            |
| 008  | Markus Schiegl Tobias Schiegl             | Österreich         | 41,727 | 8      | 41,801 | 8      | 1:23,528   |            |
| 009  | Oswald Haselrieder Gerhard Plankensteiner | Italien            | 41,789 | 9      | 41,86  | 9      | 1:23,649   |            |
| 010  | Wladimir Machnutin Wladislaw Juschakow    | Russland           | 41,798 | 10     | 41,948 | 11     | 1:23,746   |            |
| 011  | Branislav Regec Ján Harniš                | Slowakei           | 42,018 | 13     | 41,924 | 10     | 1:23,942   |            |
| 012  | Oskars Gudramovičs Pēteris Kalniņš        | Lettland           | 41,982 | 12     | 42,013 | 13     | 1:23,995   |            |
| 013  | Mark Grimmette Brian Martin               | Vereinigte Staaten | 41,821 | 11     | 42,184 | 16     | 1:24,005   |            |
| 014  | Michail Kusmitsch Stanislaw Michejew      | Russland           | 42,174 | 15     | 41,981 | 12     | 1:24,155   |            |
| 015  | Justin Snith Tristan Walker               | Kanada             | 42,100 | 14     | 42,12  | 14     | 1:24,220   |            |
| 016  | Andrij Kis Jurij Hajduk                   | Ukraine            | 42,219 | 17     | 42,136 | 15     | 1:24,355   |            |
| 017  | Cosmin Chetroiu Ionuț Țăran               | Rumänien           | 42,360 | 18     | 42,271 | 17     | 1:24,631   |            |
| 018  | Luboš Jíra Matěj Kvíčala                  | Tschechien         | 42,204 | 16     | 42,459 | 18     | 1:24,663   |            |
| 019  | Roman Sacharkiw Taras Senkiw              | Ukraine            | 42,767 | 19     | 42,595 | 20     | 1:25,362   |            |
| 020  | Andrei Anghel Paul Ifrim                  | Rumänien           | 43,007 | 20     | 42,466 | 19     | 1:25,473   |            |